# Giuseppe Nicola Nasini
Giuseppe Nicola Nasini (Castel del Piano, 25 gennaio 1657 – Siena, 3 luglio 1736) è stato un pittore italiano del periodo barocco, attivo in Toscana.

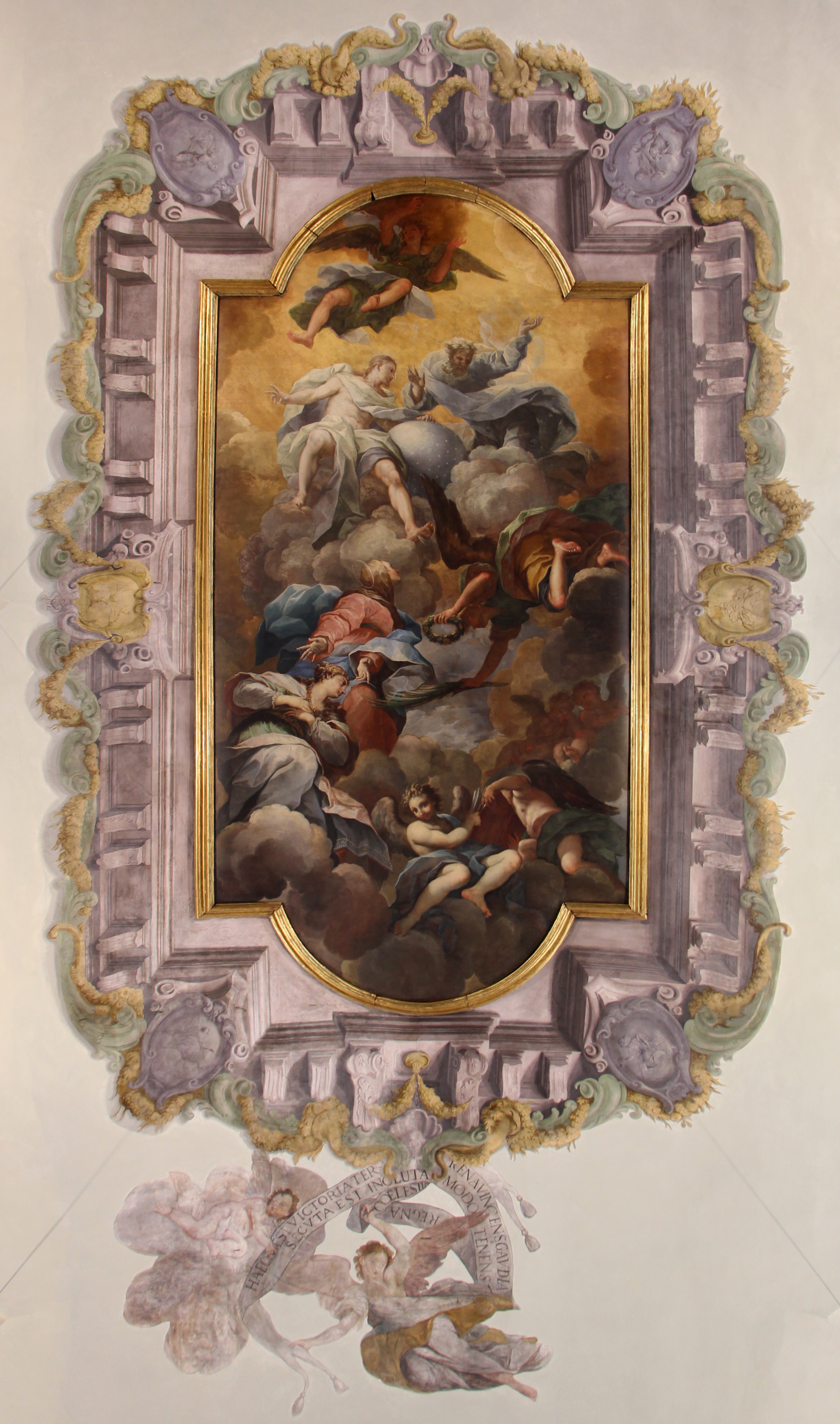
Firenze, chiesa delle Montalve, soffitto affrescato con Santa Vittoria presentata dalla Vergine alla Santissima Trinità (1697)

Tra il 1681 ed il 1688 Nasini fu uno degli allievi dell'Accademia Granducale delle Arti di Roma finanziata dalla famiglia dei Medici e diretta tra il 1673 e il 1686 da Ciro Ferri.
Nasini ritornò a Siena nel 1685 e dal 1686 al 1688 fu a Venezia, che lasciò per Firenze. Durante il regno di Cosimo III dei Medici, al Nasini e a Giuseppe Tonelli viene commissionato un affresco dell "Allegoria della morale e delle virtù dei Medici" per il soffitto della galleria degli Uffizi che guarda verso l'Arno. Verso il 1715 tornò a Roma dove dipinge nella chiesa dei basilica dei Santi XII Apostoli, al palazzo del Quirinale e in una navata della basilica di San Giovanni in Laterano.
Ha dipinto un San Leonardo a Foligno, nella chiesa della Madonna del Pianto. A Siena, per lo spedale di Santa Maria della Scala, ha dipinto, con il figlio Apollonio, una serie di larghe tele che ritraggono scene dalla vita della Vergine, inclusi la Nascita della Vergine, la Presentazione al Tempio e la Fuga in Egitto. Sempre a Siena fu autore, nel 1715, del pennacchio della cupola della chiesa di Santa Maria di Provenzano, raffigurante il Santo martire Ansano nell'atto di battezzare l'allegoria di Siena.
Sempre a Siena ha dipinto alcuni affreschi per l'oratorio della Santissima Trinità, che includono la Coronazione della Vergine e la Vergine incoronata dalla Trinità con angeli recanti gli strumenti della Passione. Sono numerosissime le sue opere presenti in tutte le maggiori chiese di Siena e del territorio.
Morì a Siena il 3 luglio 1736.